# CSX Transportation

Logo

CSX Transportation (CSXT) ist eine amerikanische Class-1-Eisenbahngesellschaft mit Sitz in Jacksonville (Florida). Sie befindet sich im Besitz der CSX Corporation und ist, neben der Norfolk Southern Railway, eine der größten Eisenbahngesellschaften des nordamerikanischen Kontinents östlich vom Mississippi.

## Struktur

Streckennetz der CSX

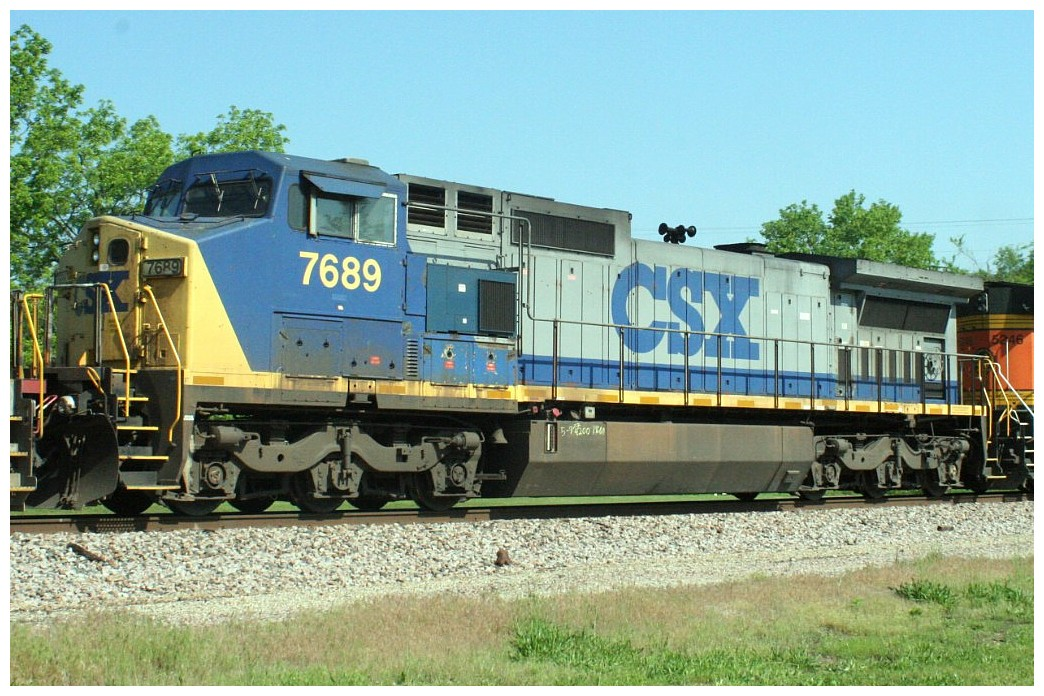
GE C40-8W der CSX

Das Streckennetz umfasste 2017 ca. 36.900 km. Das Unternehmen hatte rund 29.000 Beschäftigte, ca. 4.500 Lokomotiven und ca. 70.000 Güterwagen. Die Gesellschaft setzt einen großen Anteil von Lokomotiven mit Drehstromtechnik ein. CSX Transportation betreibt 36 Rangierbahnhöfe und 56 Container-Terminals.
Täglich werden rund 11.000 Wagenladungen transportiert. Der allgemeine Güterverkehr (Stein, Sand, Metalle, Chemikalien, Nahrungsmittel, Papier, Automobile) macht 62 % des Umsatzes und 42 % des Transportvolumens aus. Kohletransporte haben einen Umsatzanteil von 19 % und einen Transportanteil von 16 %. Die intermodalen Transporte mit Container haben einen Anteil von 15 % am Umsatz und 42 % am Transportvolumen. Die Gesamtumsätze 2015 beliefen sich auf 11,8 Milliarden US-Dollar.
Das Streckennetz reicht im Norden von Montreal, Buffalo, Detroit und Chicago bis zum Golf von Mexiko, nach New Orleans, Tampa und Miami. Von der Atlantikküste (Boston, New York, Savannah, Jacksonville) reichten die Strecken bis zum Mississippi in St. Louis und Memphis. Es bestehen Übergänge zu allen anderen Class-1-Eisenbahngesellschaften. Rund 240 Shortline- und regionale Bahngesellschaften haben einen Übergang zum CSX-Netz.
Wichtigste Strecken verbinden die Kohlelagerstätten in den Appalachen mit der Atlantikregion und dem Nordosten der Vereinigten Staaten. Der Südostkorridor verbindet die Städte Nashville, Birmingham und Atlanta mit Memphis, St. Louis und Chicago.
Der Interstate-90-Korridor verbindet Chicago mit New York und den Neuengland-Staaten. Dabei wird auch die sogenannte Waterlevel-Route entlang des Eriesees genutzt.
Der Interstate-95-Korridor verbindet Charleston und Jacksonville mit Baltimore, Philadelphia und New York.

## Geschichte
Die Gesellschaft ist das Endergebnis eines Fusionsprozesses, der Ende der 1960er, Anfang der 1970er Jahre begann. 1967 fusionierten die Atlantic Coast Line Railroad (ACL) und die Seaboard Air Line Railroad (SAL) zur Seaboard Coast Line Railroad (SCL). Durch Zusammenschluss der SCL mit der Louisville and Nashville Railroad (L&N) sowie weiteren unter „Family Lines“ vermarkteten Gesellschaften entstand 1982 die Seaboard System Railroad. Am 1. Juli 1986 wurde die Seaboard System in CSX Transportation umbenannt.
Mit dem Zusammenschluss der Chesapeake and Ohio Railway (C&O), der Baltimore and Ohio Railroad (B&O) und der Western Maryland Railway (WM) wurde 1973 das Chessie System gebildet. Die einzelnen Bahngesellschaften blieben jedoch selbstständig.
1980 fusionierten die Mutter- bzw. Holdinggesellschaften der beiden Zusammenschlüsse Chessie System und Seaboard Coast Line Industries zur CSX Corporation. Der Name CSX bedeutet: „C“ = Chessie System, „S“ = Seaboard System, „X“ = Multiplikator (steht für die Fusion der beiden Systeme), wobei das „X“ nur als Interimslösung während der Fusion gewählt wurde und erst später die Bedeutung erhielt.
Im Zeitraum zwischen 1. Juli 1986 und 31. August 1987 wurden die noch bestehenden Bahngesellschaften Seaboard System Railroad und Chesapeake and Ohio Railway zur CSX Transportation verschmolzen. Zur gleichen Zeit erwarb CSX die Sea-Land Corporation. Ziel war die Schaffung eines integrierten intermodalen Transportsystems auf dem Land- und Seeweg. Operativ wurden die Gegebenheiten der Vorgängergesellschaften weitgehend übernommen und weitergeführt. Gleichzeitig begann die CSXT Nebenstrecken an Shortline- und regionale Bahngesellschaften zu verkaufen.
Im Jahr 1991 übernahm CSX die Richmond, Fredericksburg and Potomac Railroad. 1992 erfolgte durch das Tochterunternehmen Three Rivers Railway die Übernahme des Betriebsvermögens der Pittsburgh and Lake Erie Railroad.
In den Jahren 1996/1997 kam es mit der Norfolk Southern Railway zu einem Übernahmekampf um die Conrail. Schließlich einigten sich die Kontrahenten auf eine Teilung des Unternehmens. Die CSX übernahm 42 % der Conrail, vor allem die früheren Strecken des New York Central System. Der Betriebsübergang erfolgte zum 1. Juni 1999. Die Übernahme der Conrail sowie schon vorhandene diverse betriebsinterne Probleme führten zu zeitweiligen Störungen des Betriebsablaufes.
Am 14. April 2022 erteilte das Surface Transportation Board die Genehmigung für die Übernahme von Pan Am Railways (ehemals Guilford Transportation) durch die CSX Transportation, die bis Anfang Juni vollzogen wurde.

## Unternehmensleitung

### Präsident and Chief Executive Officer
- 1. September 1987 – 17. Februar 1990: John W. Snow
- 17. Februar 1990 – 31. Dezember 1991: Robert L. Kirk
- 1. Januar 1992 – 1. Juli 1999: Alvin R. Carpenter
- 1. Juli 1999 – 11. April 2000: Ronald Conway
- 11. April 2000 – 30. November 2000: John W. Snow
- 30. November 2000 – 15. Februar 2017: Michael J. Ward
- 6. März 2017 – 16. Dezember 2017: E. Hunter Harrison
- 16. Dezember 2017 – 26. September 2022: Jim Foote (ab 16. bis 21. Dezember 2017 kommissarisch)
- ab 26. September 2022: Joseph R. Hinrichs

### Chairman of the Board
- 1. September 1987 – 31. Dezember 1991: John W. Snow
- 1. Januar 1992–27. März 1992: Robert L. Kirk
- 27. März 1992–30. November 2002: John W. Snow
- 30. November 2002 – 15. Februar 2017: Michael J. Ward
- 6. März 2017 – 16. Dezember 2017: E. Hunter Harrison
- Posten derzeit vakant

## Tochterunternehmen
Die CSX Transportation hat über 60 Tochtergesellschaften. Dazu gehören neben Bahngesellschaften, die in der Regel nur noch auf dem Papier bestehen, mehrere Unternehmen die den Immobilienbesitz verwalten oder Dienstleistungen für die Eisenbahn zur Verfügung stellen.
Folgende Bahngesellschaften werden noch als Tochtergesellschaften geführt:
- Allegheny and Western Railway

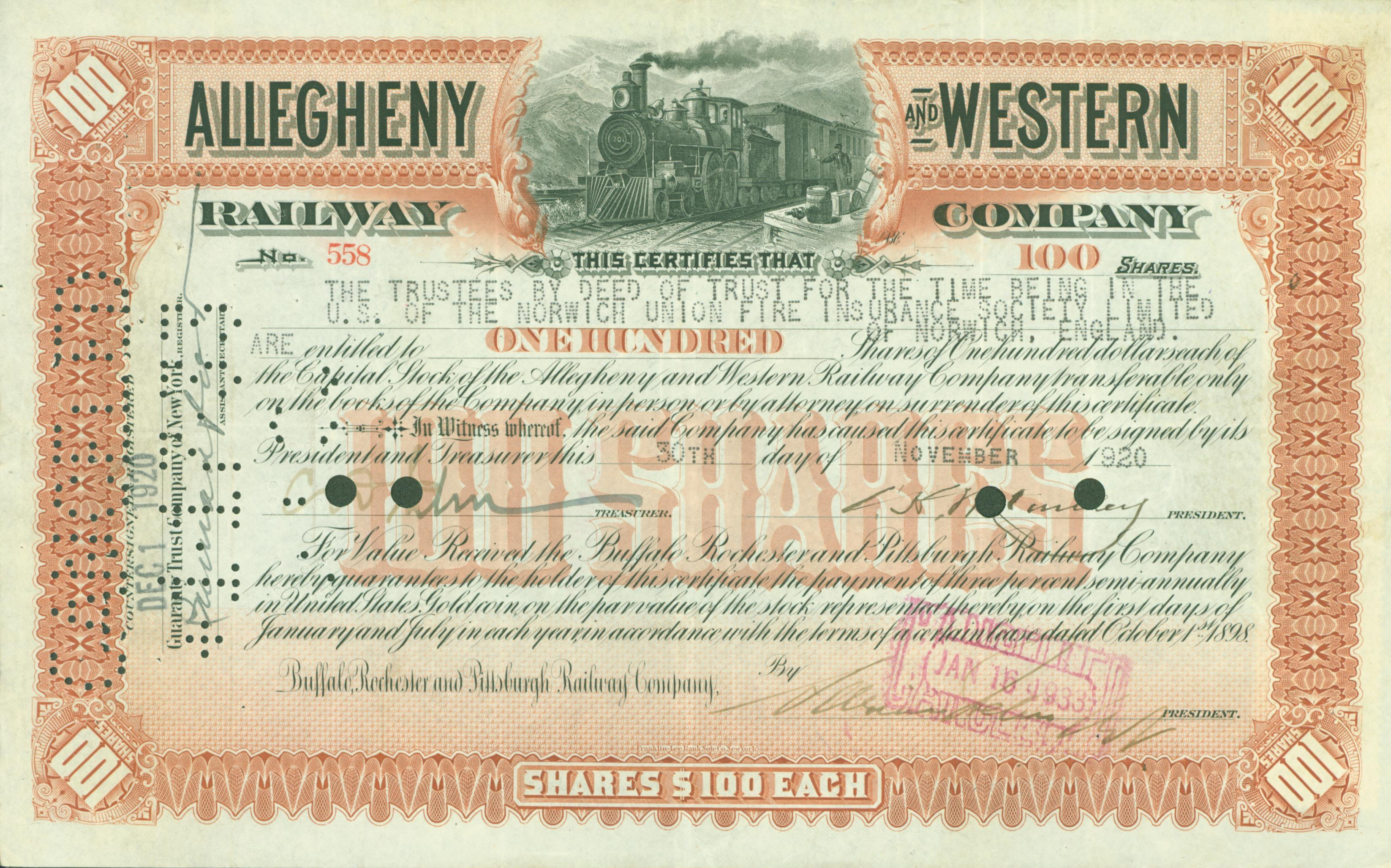
Aktie der Allegheny and Western Railway Company vom 1. Oktober 1898

- Atlanta, Knoxville and Northern Railway
- Baltimore and Ohio Chicago Terminal Railroad
- Buffalo, Rochester and Pittsburg Railway
- Carrollton Railroad
- Cincinnati Inter-Terminal Railroad
- Dayton and Michigan Railroad
- P&L Transportation, früher Four Rivers Transportation
- Gainesville Midland Railroad
- Georgetown and High Line Railway
- Home Avenue Railroad
- Indiana Rail Road
- Lake Erie and Detroit River Railway
- Lakefront Dock and Railroad Terminal
- Mahoning State Line Railroad
- Neville Island Terminal Railway
- Richmond, Fredericksburg and Potomac Railway
- St. Lawrence & Adirondack Railway
- Staten Island Railroad
- Three Rivers Railway
- Toledo Ore Railroad
- TransKentucky Transportation Railroad
- Tylerdale Connecting Railroad

Neben den Tochtergesellschaften verfügt die CSX über mehrere Beteiligungen. An folgenden Bahngesellschaften besitzt die Gesellschaft Anteile:
- Albany Port Railroad (50 %)
- Augusta and Summerville Railroad (50 %)
- Belt Railway Company of Chicago (25 %)
- Central Railroad Company of South Carolina (36,47 %)
- Central Transfer Railway and Storage Company (50 %)
- Chatham Terminal (50 %)
- Norfolk and Portsmouth Belt Line Railroad (42,86 %)
- Pan Am Southern (50 %)
- Terminal Railroad Association of St. Louis (14,29 %)
- TTX Company (19,59 %)
- Winston-Salem Southbound Railway (50 %)
- Woodstock and Blocton Railway (50 %)